# Sun-Times Media Group
Sun-Times Media Group (ehemals Hollinger International) war ein Zeitungsverlag mit Sitz in Chicago.

## Geschichte
Die Sun-Times Media Group wurde ursprünglich im Jahr 1986 unter dem Namen „American Publishing Company“ als eine Holding für das US-amerikanische Vermögen des Verlags Hollinger Inc. gegründet. Das Unternehmen konzentrierte sich zunächst auf Zeitungen, meistens in kleineren Märkten. Im Februar 1994 akquirierte die Firma die Chicago Sun-Times, wobei sie an die Börse ging, um den Kauf zu finanzieren. Zu dieser Zeit war es die fünfzehntgrößte Zeitungsgruppe in den Vereinigten Staaten. Noch im Jahr 1994 änderte die „American Publishing Company“ ihren Namen in Hollinger International.
Hollingers Vermögenswerte außerhalb der Vereinigten Staaten, die auch die Zeitungen The Daily Telegraph und The Jerusalem Post umfassten, wurden im Jahr 1996 hinzugefügt, die kanadischen Zeitungen folgten im Jahr 1997. Das Unternehmen entwickelte dann 1998 aus der Financial Post die National Post.
Im Jahr 1998 begann jedoch der Niedergang der Firma. Es wurden viele der kleinen Zeitungen an die private Beteiligungsfirma „Leonard Green & Partners“ verkauft, die daraus das Unternehmen „Liberty Group Publishing“ formte. Im Jahr 2000 verkaufte sie dann den größten Teil der verbliebenen Zeitungen an insgesamt vier Medienunternehmen (Bradford Publications Company, Community Newspaper Holdings, Paxton Media Group und Forum Communications). Die Anteile an kanadischen Zeitungen, vor allem die National Post, einige kleinere Zeitungen und ein wichtiger Anteil an der Southam-Zeitungskette wurden im Jahr 2000 an die CanWest verkauft. Diese Transaktion hing mit der Person Conrad Black zusammen, der auf seine kanadische Staatsbürgerschaft verzichtet hatte, um so einen britischen Adelstitel zu gewinnen. In diesem Jahr kaufte die Hollinger International Publikationen in der Region Chicago in Form der Copley Press (The Herald News, The Beacon-News, The Courier-News, und Lake County News-Sun, zusammen mit einigen kleineren Zeitungen).
Conrad Black wurde im Jahr 2004 vom Vorstand der Hollinger International wegen Betrugs gefeuert. Er versuchte, im Januar 2004 seine Anteile an die Barclay Brothers zu verkaufen, zugleich machten die Brüder ein Angebot zur Unternehmensübernahme für den verbliebenen Rest der Firma. Aber der Verkauf wurde von den Justizbehörden der Vereinigten Staaten verhindert, nachdem der Vorstand des Unternehmens However gegen den Verkauf klagte.
Die Barclay Brothers kauften später die „Telegraph Group“, die aus The Daily Telegraph, The Sunday Telegraph, und The Spectator bestand. Am 16. November 2004 wurde der Verkauf der The Jerusalem Post an Mirkaei Tikshoret, einem in Tel Aviv ansässigen Herausgeber israelischer Zeitungen, bekanntgegeben. CanWest Global Communications, Kanadas größter Medienkonzern, gab eine Vereinbarung bekannt, nach der sie einen 50-Prozent-Anteil an The Jerusalem Post erhält, nachdem Mirkaei die Anteile erworben hatte. Im Februar 2006 verkaufte Hollinger im Wesentlichen alle seine kanadischen Vermögenswerte.
Am 17. Juli 2006 wurde der Name des Unternehmens von Hollinger International in Sun-Times Media Group geändert.
Am 31. März 2009 beantragte die Firma Insolvenzschutz gemäß Chapter 11 des United States Code.
Im September 2009 gab der Finanzier James C. Tyree aus Chicago und eine Gruppe von Investoren ein Angebot über fünf Millionen $ für den Erwerb der Sun-Times Media Group ab, das allerdings abhängig davon war, ob die Gewerkschaften eine starke Kürzung der Kompensationszahlungen und die Änderung der Arbeitsbedingungen akzeptieren würden. Der Erwerb wurde daraufhin im folgenden Monat abgeschlossen.
Im März 2011 war Tyree überraschend verstorben. Der erste Geschäftsführer Jeremy Halbreich bekräftigte jedoch, dass sich der Strategie des Unternehmens nichts ändern werde. Seit der Übernahme durch Tyree beschleunigte sich der Rückgang der Auflagenzahl sowie der Werbeeinnahmen und die Qualität der redaktionellen Inhalte verschlechterte sich. Branchenanalysten hatten angesichts des weiteren Auflagenrückgangs wiederholt auf das Versagen der Gruppe hingewiesen, ein wettbewerbsfähiges Online-Produkt zu schaffen. Am 6. Dezember 2011 gab die Firma bekannt, dass sie eine sogenannte Paywall (Bezahlschranke) für Inhalte errichten will, die ab dem 8. Dezember 2011 abgerufen werden.
Am 26. Dezember 2011 erwarb die Chicagoer Investmentfirma Wrapports, L.L.C., geführt von Michael W. Ferro Jr. und dem CEO Timothy Knight, das Unternehmen. Am 31. Oktober 2014 verkaufte Wrapports die Chicagoer Vorstadtzeitungen an die Chicago Tribune Media Group.

## Zeitungen der Sun-Times
Zum Eigentum zählen die Chicago Sun-Times und der Chicago Reader in den Vereinigten Staaten.

## Unternehmensleitung
17. November 2003
- Conrad Black trat als Vorsitzender zurück, nachdem eine interne Untersuchung ergab, dass er mehr als sieben Millionen $ unberechtigte Zahlungen an Firmengeldern erhalten hatte.

14. Januar 2004
- Hollinger International verklagt Conrad Black und David Radler auf eine Summe von 200 Millionen US-Dollar.

Oktober 2005
- Gordon A. Paris, Vorstandsvorsitzender, Präsident, erster Geschäftsführer und Direktor
- Paul B. Healy, Vizepräsident, zuständig für die Unternehmensentwicklung und Investor Relations
- Peter K. Lane, Vizepräsident, Finanzchef
- Robert T. Smith, Finanzverwalter
- James R. Van Horn, Vizepräsident, Oberster Jurist und Sekretär
- John Cruickshank, Geschäftsführer, Vorsitzender der Chicago Group
- Mitglieder des Verwaltungsrates sind: Gordon Paris, Richard Burt, Daniel Colson, Cyrus Freidheim, Henry Kissinger, Shmuel Meitar, John O’Brien, Richard Perle, Graham Savage, Raymond G. H. Seitz und James R. Thompson.

November 2006
- Cyrus Freidheim wird als Präsident und CEO eingestellt.

Februar 2009
- Cyrus Freidheim tritt als CEO zurück, nachdem der in New York ansässige Hedgefonds Davidson Kempner bis auf eine Ausnahme alle Mitglieder des Verwaltungsrates zum Verlassen des Gremiums gezwungen hatte.
- Jeremy Halbreich wird neuer Vorsitzender und Interims-Geschäftsführer.